# Eurydice chelifer
Eurydice chelifer är en kräftdjursart som beskrevs av Jones 1971. Eurydice chelifer ingår i släktet Eurydice och familjen Cirolanidae. Inga underarter finns listade i Catalogue of Life.